# RealAudio
RealAudio é um formato proprietário de áudio desenvolvido por RealNetworks. Usa vários codecs de áudio, de formatos de baixa bitrate usados em módems de linha discada, até  formatos  Hi-Fi para música.  Também pode ser usado como formato proprietário de áudio para streaming.

## Extensões
- .ra : real audio
- .rm : real media
- .smil : Synchronized Multimedia Integration Language (linguagem de integração multimédia sincronizada)
- .ram : Real Audio Metadata
- .RMVB : ficheiro de vídeo vbr
- .rv  : real video